# Tyler Gillett
Tyler Gillett (nascut el 6 de març de 1982) és un director de cinema, director de fotografia, actor, escriptor i productor nord-americà. Co-creador del col·lectiu de cinema Radio Silence, Gillett va codirigir, amb Matt Bettinelli-Olpin, les pel·lícules de terror Devil's Due (2014), Ready or Not (2019), Scream (2022), Scream VI (2023) i Abigail (2024). També va aparèixer en un episodi popular del 2020 del podcast Reply All.

## Primers anys i educació
Nascut i criat a Flagstaff (Arizona), Gillett va obtenir un doble BFA en producció cinematogràfica i art d'estudi, fotografia a la Universitat d'Arizona el 2004.

## Cinema
Gillett va començar la seva carrera cinematogràfica al departament de càmera a la pel·lícula de Will Ferrell Semi-Pro. Després de treballar com a carregador de càmera, operador i després DP, va començar a dirigir curtmetratges amb còmics de The Groundlings i Upright Citizens Brigade Theatre, i més tard va dirigir, produir i editar la sèrie Domesticating, Funny in Love i Books, per Fremantle Media.

### Chad, Matt & Rob
El 2009, Gillett va començar a treballar amb Matt Bettinelli-Olpin i Chad Villella com a part del col·lectiu Chad, Matt & Rob. Gillett va codirigir, coproduir, coescriure, coeditar i treballar com a director de fotografia en tres curtmetratges d'aventures interactives: The Birthday Party, The Teleporter i The Treasure Hunt el així com el curtmetratge de terror d'estil metratge apropiat Roommate Alien Prank Gone Bad. El grup es va fer conegut pel seu estil característic, que combinava aventura, comèdia, ciència-ficció i terror, i va rebre prop de 100.000.000 de visualitzacions en línia.

### Radio Silence
Després de la dissolució de Chad, Matt & Rob, Gillett va formar Radio Silence amb Bettinelli-Olpin, Villella i Justin Martinez. El grup va codirigir el segment "10/31/98" del llargmetratge de terror V/H/S. V/H/S es va estrenar al Festival de Cinema de Sundance de 2012, om va ser adquirit per Magnolia Pictures, i es va estrenar a sales el 5 d’octubre de 2012.
Amb Bettinelli-Olpin, Gillett va dirigir Devil's Due, un llargmetratge de terror del 2014 de Twentieth Century Fox i Davis Entreteniment. La seva pel·lícula Southbound es va estrenar al Festival Internacional de Cinema de Toronto del 2015 i va ser estrenada en cinemes per the Orchard el 5 de febrer de 2016. Paul Thomas Anderson va anomenar la pel·lícula "una joia amagada"
El 2019, Gillett va codirigir el thriller còmic ben ressenyat Ready or Not amb Matt Bettinelli-Olpin per a Fox Searchlight. La pel·lícula és protagonitzada per Samara Weaving, Adam Brody, Andie MacDowell i Mark O'Brien. La pel·lícula va ser nominat al Millor pel·lícula de terror als 46ns Premis Saturn.
El març de 2020, es va anunciar que Gillett codirigiria la cinquena entrega de la franquícia Scream, juntament amb Matt Bettinelli-Olpin, amb Kevin Williamson com a productor executiu. La pel·lícula es va estrenar el 14 de gener de 2022. La pel·lícula va ser nominada al Millor pel·lícula al MTV Movie & TV Awards de 2023.
El 2022, Bettinelli-Olpin i Gillett dirigiren Scream VI que va ser estrenada el 10 de març de 2023 per Paramount Pictures. La pel·lícula va guanyar el Millor pel·lícula als MTV Movie & TV Awards de 2023 i va ocupar el tercer lloc a la classificació a la llista de The Hollywood Reporter de "Les millors pel·lícules Slasher de la dècada".
El 2023, Bettinelli-Olpin i Gillett van dirigir Abigail que va ser estrenada el 19 d'abril de 2024 per Universal Pictures. La pel·lícula va ser nominada a la millor pel·lícula d'estrena àmplia als Fangoria Chainsaw Awards de 2024 i inclòs a moltes de les millors llistes de 2024, com ara "Les millors pel·lícules de terror del 2024" de Variety, "10 millors pel·lícules de terror del 2024" de Screen Rant, "Les 10 millors pel·lícules de terror estrenades a la primera meitat del 2024" de Bloody Disgusting, "Les millors pel·lícules de terror de 2024" de Time Out i "Les 19 millors pel·lícules de terror del 2024 fins ara" de SlashFilm.
Gillett també va ser productor de V/H/S, V/H/S/94, V/H/S/99 i V/H/S/85.

## Reply All
Gillett va aparèixer en un episodi de març de 2020 del podcast Reply All, "The Case of the Missing Hit", en què va demanar ajuda als amfitrions dels podcasts per identificar una cançó que n'havia sentit a la ràdio convencional als anys noranta, però de la qual gairebé no hi havia rastre a Internet. A l'episodi, Reply All presenta P.J. Vogt fa tot el possible per tractar d'identificar la cançó, inclosa entrevistar una varietat de notables de la indústria musical i contractar un grup de músics per gravar la cançó basant-se en la col·lecció de Gillett. L'episodi va ser alhora popular i aclamat per la crítica, amb The Guardian anomenant-lo "potser el millor episodi de qualsevol podcast"..

## Filmografia
| Pel·lícula       | Any  | Director | Guionista | Actor | Muntatge | Productor | Notes              |
| ---------------- | ---- | -------- | --------- | ----- | -------- | --------- | ------------------ |
| Chad, Matt & Rob | 2011 | Sí       | Sí        | Sí    | Sí       | Sí        |                    |
| V/H/S            | 2012 | Sí       | Sí        | Sí    | Sí       | Sí        | Segment "10/31/98" |
| Devil's Due      | 2014 | Sí       | No        | No    | No       | No        |                    |
| Southbound       | 2015 | Sí       | Sí        | Sí    | Sí       | Sí        |                    |
| Ready or Not     | 2019 | Sí       | No        | No    | No       | No        |                    |
| V/H/S/94         | 2021 | No       | No        | No    | No       | Sí        |                    |
| Scream           | 2022 | Sí       | No        | No    | No       | No        |                    |
| V/H/S/99         | 2022 | No       | No        | No    | No       | Sí        |                    |
| Scream VI        | 2023 | Sí       | No        | No    | No       | No        | [ 39 ]             |
| V/H/S/85         | 2023 | No       | No        | No    | No       | Sí        |                    |
| Abigail          | 2024 | Sí       | No        | No    | No       | No        |                    |

## Reconeixements
| Any  | Premi                                                       | Categoria                                                                                   | Treball       | Resultat  |
| ---- | ----------------------------------------------------------- | ------------------------------------------------------------------------------------------- | ------------- | --------- |
| 2012 | SXSW                                                        | Premi del públic de mitjanit (compartit amb Ti West, Adam Wingard, et al.                   | V/H/S         | Nominat   |
| 2012 | XLV Festival Internacional de Cinema Fantàstic de Catalunya | Millor pel·lícula                                                                           | V/H/S         | Nominat   |
| 2012 | Premis Golden Schmoes                                       | Millor pel·lícula de terror                                                                 | V/H/S         | Nominat   |
| 2016 | iHorror                                                     | Millor llançament directe de terror(compartit amb David Bruckner, Roxanne Benjamin, et al.) | Southbound    | Nominat   |
| 2019 | LII Festival Internacional de Cinema Fantàstic de Catalunya | Millor pel·lícula                                                                           | Ready or Not  | Nominat   |
| 2019 | Fright Meter Awards                                         | Millor pel·lícula de terror                                                                 | Ready or Not  | Nominat   |
| 2019 | Premis Golden Schmoes                                       | Millor pel·lícula de terror                                                                 | Ready or Not  | Nominat   |
| 2019 | Premis Golden Schmoes                                       | Sorpresa més gram de ñ’any                                                                  | Ready or Not  | Nominat   |
| 2019 | IGN Summer Movie Awards                                     | Millor pel·lícula de terror                                                                 | Ready or Not  | Nominat   |
| 2019 | Fantasy Filmfest                                            | Millor 1a o 2a pel·lícula                                                                   | Ready or Not  | Nominat   |
| 2019 | Premis de l’Associació de Crítics de Cinema de St. Louis    | Millor pel·lícula de terror                                                                 | Ready or Not  | Nominat   |
| 2020 | Fangoria Chainsaw Awards                                    | Millor llança,emt                                                                           | Ready or Not  | Nominat   |
| 2020 | Hollywood Critics Association Film Awards                   | Millor pel·lícula de terror                                                                 | Ready or Not  | Nominat   |
| 2020 | Premis de la Societat de Crítics de Cinema de Hawaii        | Millor pel·lícula de terror                                                                 | Ready or Not  | Nominat   |
| 2020 | Premis de l'Associació de Crítics de Cinema de Columbus     | Millor pel·lícula ignorada                                                                  | Ready or Not  | 2n lloc   |
| 2020 | Music City Film Critics Association Awards                  | Millor pel·lícula de terror                                                                 | Ready or Not  | Nominat   |
| 2021 | Premis Saturn                                               | Millor pel·lícula de terror                                                                 | Ready or Not  | Nominat   |
| 2021 | Academy of Science Fiction, Fantasy & Horror Films          | Millor pel·lícula de terror                                                                 | Ready or Not  | Nominat   |
| 2022 | MTV Movie & TV Awards                                       | Millor pel·lícula                                                                           | Scream (2022) | Nominat   |
| 2022 | Premis People's Choice                                      | Millor pel·lícula                                                                           | Scream (2022) | Nominat   |
| 2022 | Hollywood Critics Association Midseason Film Awards         | Millor terror                                                                               | Scream (2022) | Nominat   |
| 2022 | The Queerties                                               | Millor pel·lícula d’estudi                                                                  | Scream (2022) | Nominat   |
| 2022 | Premis de l’Associació de Crítics de Cinema de St. Louis    | Millor pel·lícula de terror                                                                 | Scream (2022) | Nominat   |
| 2022 | GLAAD Media Awards                                          | Excel·lent estrena cinematogràfica a gran escala                                            | Scream (2022) | Nominat   |
| 2022 | Premis Saturn                                               | Millor pel·lícula de terror                                                                 | Scream (2022) | Nominat   |
| 2023 | MTV Movie & TV Awards                                       | Millor pel·lícula                                                                           | Scream VI     | Guanyador |
| 2023 | Hollywood Critics Association Midseason Film Awards         | Millor terror                                                                               | Scream VI     | Nominat   |
| 2023 | Premis Saturn                                               | Millor pel·lícula de terror                                                                 | Scream VI     | Nominat   |
| 2023 | MTV Millennial Awards                                       | Millor pel·lícula                                                                           | Scream VI     | Nominat   |
| 2024 | Premis People's Choice                                      | The Drama Movie of the Year                                                                 | Scream VI     | Nominat   |
| 2024 | Academy of Science Fiction, Fantasy & Horror Films          | Millor pel·lícula de terror                                                                 | Scream VI     | Nominat   |
| 2024 | Critics' Choice Super Awards                                | Millor pel·lícula de terror                                                                 | Scream VI     | Nominat   |
| 2024 | Premis Golden Schmoes                                       | Millor pel·lícula de terror                                                                 | Scream VI     | Nominat   |
| 2024 | Music City Film Critics' Association Awards                 | Millor pel·lícula de terror                                                                 | Scream VI     | Nominat   |
| 2024 | Astra Film Awards                                           | Millor pel·lícula de terror                                                                 | Scream VI     | Nominat   |
| 2024 | DiscussingFilm Critic Awards                                | Millor pel·lícula de terror                                                                 | Scream VI     | Nominat   |
| 2024 | Fangoria Chainsaw Awards                                    | Millor estrena àmplia                                                                       | Abigail       | Nominat   |
| 2024 | 7ns Astra Midseason Movie Awards                            | Millor pel·lícula de terror                                                                 | Abigail       | Nominat   |